# Трульсен, Пол
Пол Тру́льсен (норв. Pål Trulsen; род. 19 апреля 1962, Дрёбак, Акерсхус) — норвежский кёрлингист и тренер по кёрлингу. Олимпийский чемпион зимних Олимпийских игр 2002 года.
В составе мужской сборной Норвегии участник зимних Олимпийских игр 2002 (чемпионы) и 2006 (заняли пятое место) годов. Также участвовал в зимних Олимпийских играх 1992 года, где кёрлинг был представлен как демонстрационный вид спорта и где мужская команда Норвегии завоевала серебряную медаль. Участник девяти чемпионатов мира (лучший результат — серебряные призёры в 2002), шести чемпионатов Европы (лучший результат — чемпионы в 2005). Пятикратный чемпион Норвегии среди мужчин.
Играл на позиции четвёртого, был скипом команды.
После участия в Олимпийских играх 2006 года перешёл на тренерскую работу.
В 2006 году был выбран в качестве знаменосца спортивной делегации Норвегии на церемонии открытия зимних Олимпийских игр 2006 года в Турине.
В 2024 введён в Международный зал славы кёрлинга Всемирной федерации кёрлинга.

## Достижения
- Зимние Олимпийские игры: золото (2002), серебро (1992; демонстрационный вид спорта).
- Чемпионат мира по кёрлингу среди мужчин: серебро (2002), бронза (2001, 2003)
- Чемпионат Европы по кёрлингу: золото (2005), бронза (2004)
- Чемпионат Норвегии по кёрлингу среди мужчин: золото (1997, 1999, 2001, 2002, 2005).
- Чемпионат мира по кёрлингу среди юниоров: серебро (1983).

- Почётный приз Collie Campbell Memorial Award (вручается кёрлингисту, который показывает наилучший уровень игры в кёрлинг и наилучшим образом демонстрирует «дух кёрлинга»): 2002.

## Команды
| Сезон   | Четвёртый         | Третий              | Второй               | Первый               | Запасной                                       | Турниры                      |
| ------- | ----------------- | ------------------- | -------------------- | -------------------- | ---------------------------------------------- | ---------------------------- |
| 1979—80 | Пол Трульсен      | Флемминг Давангер   | Стиг-Арне Гуннестад  | Челль Берг           |                                                | ЧМЮ 1980 (9 место)           |
| 1980—81 | Пол Трульсен      | Флемминг Давангер   | Стиг-Арне Гуннестад  | Челль Берг           |                                                | ЧМЮ 1981 (6 место)           |
| 1981—82 | Пол Трульсен      | Флемминг Давангер   | Стиг-Арне Гуннестад  | Челль Берг           |                                                | ЧЕ 1981 (6 место)            |
| 1982—83 | Пол Трульсен      | Флемминг Давангер   | Стиг-Арне Гуннестад  | Челль Берг           | тренер: Бо Бакке (ЧМЮ)                         | ЧЕ 1982 (7 место) · ЧМЮ 1983 |
| 1991—92 | Тормод Андреассен | Стиг-Арне Гуннестад | Флемминг Давангер    | Челль Берг           | Пол Трульсен тренер: Бо Бакке                  | ЗОИ 1992 (демо)              |
| 1992—93 | Тормод Андреассен | Флемминг Давангер   | Стиг-Арне Гуннестад  | Челль Берг           | Пол Трульсен                                   | ЧМ 1993 (6 место)            |
| 1996—97 | Пол Трульсен      | Ларс Вогберг        | Бент Онунн Рамсфьелл | Кнут Ивар Моэ        | Мортен Хальса                                  | ЧНМ 1997 · ЧМ 1997 (7 место) |
| 1998—99 | Пол Трульсен      | Ларс Вогберг        | Флемминг Давангер    | Бент Онунн Рамсфьелл | Томас Ульсруд тренер: Оле Ингвальдсен          | ЧМ 1999 (5 место)            |
| 1999—00 | Пол Трульсен      | Ларс Вогберг        | Флемминг Давангер    | Бент Онунн Рамсфьелл | Оле Ингвальдсен                                | ЧЕ 1999 (5 место)            |
| 1999—00 | Пол Трульсен      | Ларс Вогберг        | Флемминг Давангер    | Бент Онунн Рамсфьелл | Ян Торесен тренер: Оле Ингвальдсен             | ЧМ 2000 (7 место)            |
| 2000—01 | Пол Трульсен      | Ларс Вогберг        | Флемминг Давангер    | Бент Онунн Рамсфьелл | Торе Торвбротен тренер: Оле Ингвальдсен        | ЧМ 2001                      |
| 2001—02 | Пол Трульсен      | Ларс Вогберг        | Флемминг Давангер    | Бент Онунн Рамсфьелл | Торгер Нергор тренер: Оле Ингвальдсен          | ЧЕ 2001 (4 место)            |
| 2001—02 | Пол Трульсен      | Ларс Вогберг        | Флемминг Давангер    | Бент Онунн Рамсфьелл | Торгер Нергор тренер: Оле Ингвальдсен          | ЗОИ 2002                     |
| 2001—02 | Пол Трульсен      | Ларс Вогберг        | Флемминг Давангер    | Бент Онунн Рамсфьелл | Нильс Сиггорд Андерсен тренер: Оле Ингвальдсен | ЧМ 2002                      |
| 2002—03 | Пол Трульсен      | Ларс Вогберг        | Флемминг Давангер    | Бент Онунн Рамсфьелл | Нильс Сиггорд Андерсен тренер: Оле Ингвальдсен | ЧМ 2003                      |
| 2003—04 | Пол Трульсен      | Ларс Вогберг        | Флемминг Давангер    | Бент Онунн Рамсфьелл | Торгер Нергор тренер: Оле Ингвальдсен          | ЧМ 2004 (4 место)            |
| 2004—05 | Пол Трульсен      | Ларс Вогберг        | Флемминг Давангер    | Бент Онунн Рамсфьелл | Нильс Сиггорд Андерсен тренер: Оле Ингвальдсен | ЧЕ 2004 · ЧМ 2005 (4 место)  |
| 2005—06 | Пол Трульсен      | Ларс Вогберг        | Флемминг Давангер    | Бент Онунн Рамсфьелл | Торгер Нергор тренер: Оле Ингвальдсен          | ЧЕ 2005                      |
| 2005—06 | Пол Трульсен      | Ларс Вогберг        | Флемминг Давангер    | Бент Онунн Рамсфьелл | Торгер Нергор тренер: Оле Ингвальдсен          | ЗОИ 2006 (5 место)           |

(скипы выделены полужирным шрифтом)

## Результаты как тренера национальных сборных
| Год  | Турнир                                       | Сборная            | Место |
| ---- | -------------------------------------------- | ------------------ | ----- |
| 2013 | Чемпионат Европы по кёрлингу 2013            | Норвегия (мужчины) | 2     |
| 2014 | Зимние Олимпийские игры 2014                 | Норвегия (мужчины) | 5     |
| 2014 | Чемпионат мира по кёрлингу среди мужчин 2014 | Норвегия (мужчины) | 1     |
| 2015 | Чемпионат мира по кёрлингу среди мужчин 2015 | Норвегия (мужчины) | 2     |
| 2016 | Чемпионат мира по кёрлингу среди мужчин 2016 | Норвегия (мужчины) | 5     |
| 2022 | Чемпионат мира по кёрлингу среди мужчин 2022 | Норвегия (мужчины) | 10    |

## Частная жизнь
Представитель семьи кёрлингистов. Его дочь Пиа Трульсен — в числе прочего, чемпионка мира среди смешанных команд 2015 года. Его сестра-близнец Трина Трульсен Вогберг — вице-чемпионка мира среди женщин 1989 года. Его племянник, сын Трины, Магнус Вогберг — в числе прочего, чемпион Норвегии среди мужчин 2018 года.